# Athena Karkanis
Athena Karkanis (Lethbridge, 7 settembre 1981) è un'attrice, doppiatrice e cantante canadese, conosciuta in Italia per aver interpretato il ruolo di Grace Stone nella serie tv statunitense Manifest (2018).

## Filmografia parziale

### Cinema
- Saw IV, regia di Darren Lynn Bousman (2007)
- Repo! The Genetic Opera, regia di Darren Lynn Bousman (2008)
- Saw VI, regia di Kevin Greutert (2009)
- Survival of the Dead - L'isola dei sopravvissuti (Survival of the Dead), regia di George A. Romero (2009)
- Sacrifice, regia di Damian Lee (2011)
- The Barrens, regia di Darren Lynn Bousman (2012)

### Televisione
Il racconto dell ancella - The handmaid's tale
- Kojak - serie TV, episodio 1x03 (2005)
- The Best Years - serie TV, 13 episodi (2007)
- The Border - serie TV, 12 episodi (2008-2010)
- Lost Girl - serie TV, 7 episodi (2011-2012)
- I misteri di Murdoch (Murdoch Mysteries) - serie TV, episodi 5x03-8x10 (2012-2015)
- Supernatural - serie TV, episodio 8x05 (2012)
- Low Winter Sun - serie TV,10 episodi (2013)
- The Expanse - serie TV, 7 episodi (2015-2016)
- Zoo - serie TV, 13 episodi (2017)
- Suits - serie TV, episodi 6x12-6x13 (2017)
- House of Cards - Gli intrighi del potere (House of Cards) - serie TV, 5 episodi (2018)
- Manifest - serie TV, 43 episodi (2018-2023)

### Doppiaggio
- La crescita di Creepie (Growing Up Creepie) - serie animata, 20 episodi (2006-2008)
- Wild Kratts - serie animata, 99 episodi (2011-2024)
- A tutto Reality - La vendetta dell'isola (Total Drama: Revenge of The Island) - serie animata, 8 episodi (2012)
- Looped - È sempre lunedì (Looped) - serie animata, 26 episodi (2014-2016)
- Dino Ranch - serie animata, 18 episodi (2021-2023)
- My Little Pony - Ritrova la tua magia (My Little Pony: Make Your Mark) - serie animata, 11 episodi (2022-2023)

## Doppiatrici italiane
Nelle versioni in italiano delle opere in cui ha recitato, Athena Karkanis è stata doppiata da:
- Tiziana Avarista in Saw IV, Saw VI
- Eleonora Reti in The Expanse, Manifest
- Rachele Paolelli in Sacrifice
- Laura Lenghi in Low Winter Sun
- Gemma Donati in Suits
- Elena Perino in House of Cards - Gli intrighi del potere

Da doppiatrice, è stata sostituita da:
- Antonella Baldini ne La crescita di Creepie
- Gaia Bolognesi in Wild Kratts
- Domitilla D'Amico in A tutto Reality - La vendetta dell'isola
- Perla Liberatori in Dino Ranch
- Lorella De Luca in My Little Pony - Ritrova la tua magia